# Vescomtat de Forez
El vescomtat de Forez fou un càrrec designat pels comtes de Forez per ajudar-los en la jurisdicció a qualsevol punt del comtat. A diferència del que era habitual el càrrec no va esdevenir hereditari, segurament per no estar vincular a la senyoria feudal de cap territori. El càrrec va desaparèixer el 1107. Cada vescomte va exercir per un comte i algun per més d'un.

## Llista de vescomtes de Forez
- Ademar c. 944-960
- Arnulf 960-970
- Artaud 970-980
- Enulf 980-1000
- Guiu I 1001-1015
- Guiu II 1015-1035
- Guiu III c. 1035-1060
- Arquimbald c. 1060-1080
- Goceró c. 1080-1107